# 1944 у Тернопільській області
| Роки в Тернопільській області 1920 • 1921 • 1922 • 1923 • 1924 • 1925 • 1926 • 1927 • 1928 • 1929 • 1930 • 1931 • 1932 • 1933 • 1934 • 1935 • 1936 • 1937 • 1938 • 1939 • 1940 • 1941 • 1942 • 1943 • 1944 • 1945 • 1946 • 1947 • 1948 • 1949 • 1950 • 1951 • 1952 • 1953 • 1954 • 1955 • 1956 • 1957 • 1958 • 1959 • 1960 • 1961 • 1962 • 1963 • 1964 • 1965 • 1966 • 1967 • 1968 • 1969 • 1970 • 1971 • 1972 • 1973 • 1974 • 1975 • 1976 • 1977 • 1978 • 1979 • 1980 • 1981 • 1982 • 1983 • 1984 • 1985 • 1986 • 1987 • 1988 • 1989 • 1990 • 1991 • 1992 • 1993 • 1994 • 1995 • 1996 • 1997 • 1998 • 1999 • → Див. також: XIX століття • XXI століття |

## Події
- 3 листопада — відновлено випуск газети «Вільне життя», яка стає органом Тернопільського обласного і Чортківського міського комітетів КП(б)У та обласної ради депутатів трудящих[1].
- листопад — вихід перших номерів районних газет у містах Бучачі («Нова зірка») і Збаражі («Червона зірка»)[1].

## З'явилися
- Бучацька центральна районна бібліотека
- медичні заклади:
  - Гусятинська центральна районна клінічна лікарня
  - Зборівська центральна районна клінічна лікарня
  - Кременецька центральна районна клінічна лікарня
  - Почаївська районна лікарня
  - Шумська центральна районна клінічна лікарня

## Особи

### Народилися
- українська композиторка, музикознавиця, педагог, заслужений діяч мистецтв України Оксана Лиховид, пом. 2014
- 2 січня — український історик, краєзнавець, педагог Яромир Чорпіта, нар. у Чорткові
- 7 січня — українська краєзнавиця, педагог, вишивальниця Романа Черемшинська, нар. у Велесневі на Монастирищині
- 1 березня — українська радянська діячка, депутат Верховної Ради УРСР 10-11-го скликань Віра Томчишин, нар. у Васильківцях на Гусятинщині
- 1 квітня — український журналіст, редактор Богдан Гарасимчук, нар. у Вільхівці на Борщівщині
- 5 травня — український вчений-історик, педагог, заслужений діяч науки України Костянтин Кондратюк, нар. у Нападівці на Лановеччині
- 25 травня — український політик, народний депутат України 3-го скликання Ярослав Козак, нар. у Борщеві
- 18 серпня — український педагог, музикант, заслужений працівник культури України Володимир Грещук, нар. у Базарі на Чортківщині, пом. 2014 на Івано-Франківщині, загинув у ДТП
- 27 серпня — українська краєзнавиця, музейна працівниця Ярослава Гайдукевич, нар. у Золотій Слободі на Козівщині
- 9 вересня — український краєзнавець, публіцист Богдан Пиндус, нар. у Настасові поблизу Тернополя, пом. в Оброшиному на Львівщині, де й похований
- 4 жовтня — український вчений у галузі медицини Михайло Гнатюк, нар. у Бабинцях на Борщівщині
- 10 листопада — український шашкіст і шахіст Іван Калашников, пом. в Іванчанах на Збаражчині, де й похований
- 30 листопада — український композитор, педагог Юрій Антків, нар. у Чорткові, пом. 2014 у Львові
- 1 грудня — український поет, редактор Богдан Гура, нар. у Шишківцях на Борщівщині